# Edson Frederico
Edson Frederico Barbosa Cavalcante (Rio de Janeiro, 7 de maio de 1948 – Rio de Janeiro, 22 de dezembro de 2011) foi um arranjador e maestro brasileiro.
Formado pela Escola Nacional de Música da Universidade Federal do Rio de Janeiro na década de 1960, começou a trabalhar na TV Globo em 1974 diretor musical do programa "Sandra & Miéle" e também fez as trilhas sonoras de "Malu mulher" e "Carga pesada". Também trabalhou na extinta TV Tupi.
Trabalhou com arranjos musicais para artistas como Miúcha, Toquinho e Tom Jobim e foi músico de Vinicius de Moraes, Elis Regina e Antônio Carlos e Jocáfi.
Participou em orquestras em programas de televisão e no teatro, como em "Pippin", "Evita" e "Orfeu da Conceição", de Tom e Vinicius.
Lançou um LP denominado de "Edson Frederico" e participou de disco, como "Flor de Liz", de Djavan (1976); "Banda do Zé Pretinho", de Jorge Ben Jor; "Love Brazil", de Sarah Vaughan e "Roberto Carlos" (1983).